# Виктория Сакскобургготска
Вижте пояснителната страница за други личности с името Виктория.
Виктория, принцеса роял, по съпруг – германска императрица и кралица на Прусия – е първородната дъщеря на британската кралица Виктория и на съпруга ѝ принц Алберт фон Сакс-Кобург-Гота.

## Произход и ранни години
Родена е на 21 ноември 1840 г. в Бъкингамския дворец, Лондон, като принцеса Виктория Аделейд Мери Луиз, принцеса Британска и Сакскобургготска. Тя е първо дете на британската кралска двойка и до раждането на брат ѝ Едуард е наследница на британския престол. На 10 февруари 1841 г. Виктория е кръстена в тронната зала на Бъкингамския дворец от Кентърбърийския архиепископ Уилям Хоули. Нейни кръстници стават леля ѝ – кралица Аделейд, белгийският крал Леополд I, дядо ѝ Ернст I, херцогът на Съсекс, херцогинята на Глостър и Единбург и баба ѝ – Виктория.
През 1841 г. кралица Виктория удостоява дъщеря си с титлата принцеса роял, която се полага на най-големите дъщери на британските монарси.
Принцеса Виктория получава блестящо образование, за което следят лично родителите ѝ. Научава се да чете преди петата си година; говори френски, немски и латински, изучава литература, история, философия.

## Кронпринцеса на Прусия
През 1851 г. принцеса Виктория се запознава с бъдещия си съпруг – тогава все още принц Фридрих Вилхелм Пруски, а по-късно Фридрих III, докато той и родителите му гостуват на кралица Виктория за откриването на Голямото изложение в Лондон. Виктория и Фридрих Вилхелм се сгодяват през 1855 г. по време на гостуването на пруския принц в Балморал. Официално годежът им е обявен на 19 май 1856 г. На 25 май 1858 г. Виктория и Фридрих Вилхем се женят в присъствието на кралица Виктория в двореца Сейнт Джеймс, Лондон. Бракът им е посрещнат с големи надежди и в двете страни, тъй като представлява важен династичен съюз, отварящ пътя за по-тясно обвързване между Великобритания и Прусия.
През януари 1861 г. бездетният пруски крал Фридрих Вилхелм IV умира и оставя пруския престол на брат си Вилхелм I. Така съпругът на Виктория става новият престолонаследник на Прусия и получава титлата Кронпринц на Прусия, а Виктория е обявена за Кронпринцеса. Двамата изпадат обаче в силна политическа изолация поради либералните си англофилски възгледи, които не съвпадат с авторитарната политическа линия на канцлера Ото фон Бисмарк. Въпреки че Виктория и Фридрих се опитват да възпитат сина си Вилхелм в духа на либералните идеи за демокрация, момчето показва отявлени симпатии към германския авторитаризъм и израства отчуждено от родителите си, подозирайки ги, че поставят интересите на Великобритания пред тези на Прусия.
По време на трите войни за германско обединение (Пруско-датската война от 1864, Австро-пруската война от 1866 и Френско-пруската война от 1870 – 1871) Виктория и съпругът ѝ симпатизират изцяло на каузата на Прусия и Свеверногерманския съюз. Това предизвиква известно отчуждаване между Виктория и британските ѝ роднини, тъй като брат ѝ, престолонаследникът Алберт Едуард (бъдещ Едуард VII) е женен за принцеса Александра, дъщеря на датския крал Кристиян IX, който владее оспорваните от Германия княжества Шлезвиг и Холщайн. На 18 януари 1871 г. в Огледалната зала на Версайския дворец германските принцове от Северногерманския съюз – победители във войната срещу Франция, обявяват създаването на Германската империя, a крал Вилхелм I е обявен за неин наследствен император. Така Фридрих и Виктория започват да се титулуват Кронпринц и кронпринцеса на Германия.

## Германска императрица
На 9 март 1888 г. след смъртта на император Вилхелм I германската корона увенчава съпруга на Виктория Фридрих III и тя започва да се титулува като Нейно Имперско и Кралско Величество, Германската императрица, Кралицата на Прусия. По това време обаче Фридрих III е много болен и умира деветдесет дни след възкачването си на престола. След смъртта на съпруга си Виктория става известна само като Императрица Фридрих.
Сред германското общество Виктория става известна повече с прозвището Англичанката, визиращо британската ѝ родина, въпреки че във вените ѝ тече предимно германска кръв. Императрицата обаче продължава да говори на английски в дома си.
След смъртта на император Фридрих Виктория се оттегля да живее в замъка Фридрихсхоф, който тя построява в памет на съпруга си в околностите на Кронберг, недалеч от Франкфурт на Майн.

## Следващи години
Виктория запазва либералните си възгледи и отношенията между нея и сина ѝ – император Вилхелм II, продължават да не вървят гладко, въпреки че между тях се наблюдава известно сближаване, след като Виктория се оттегля от политическата сцена. В Берлин бившата императрица открива гимназия за момичета и училище за медицински сестри. Самата тя надарена с множество артистични дарби, Виктория покровителства изкуствата и науката и става един от организаторите на Индустриалното изложение от 1872 г.
През целия си живот в Германия Виктория поддържа интензивна кореспонденция с роднините си във Великобритания, особено с майка си Виктория. Според Кралската енциклопедия са каталогизирани около 3777 писма на кралица Виктория до най-голямата ѝ дъщеря и над 4000 от дъщерята до майката. Много от писмата на бившата германска императрица изразяват опасенията ѝ за бъдещето на Германия при управлението на сина ѝ. Много от писмата си до Великобритания Виктория изпраща тайно, по специален куриер, тъй като настоява съдържанието им да не става известно на сина ѝ.
През 1899 г. Виктория е на гости в Балморал, когато ѝ поставят диагноза рак на гърдата. Докъм есента на 1900 г. ракът ѝ се разпространява и в гръбначния стълб. Бившата германска императрица умира след продължителни мъки в замъка Фридрихсхоф, на 5 август 1901 г. – седем месеца след смъртта на кралица Виктория. Погребана е в кралския мавзолей на църквата Фридрихскирхе в Потсдам.

## Деца
Виктория ражда на Фридрих III осем деца:
| Image | Име        | Роден             | Починал         | Notes |
| ----- | ---------- | ----------------- | --------------- | --- |
|       | Вилхелм II | 27 януари 1859    | 4 юни 1941      | женен (1) 27 февруари 1881 за Августа Виктория фон Шлезвиг-Холщайн-Зондербург-Августенбург; † 1921; имат деца (2) 9 ноември 1922 за Принцеса Хермина Ройс, нямат деца |
|       | Шарлота    | 24 юли 1860       | 1 октомври 1919 | омъжена за Бернхард III, херцог на Саксония-Майнинген; имат деца |
|       | Хайнрих    | 14 август 1862    | 20 април 1929   | женен за Принцеса Ирена фон Хесен-Дармщат; имат деца |
|       | Сигизмунд  | 15 септември 1864 | 18 юни 1866     | умира от менингит на 21 месеца. |
|       | Виктория   | 12 април 1866     | 13 ноември 1929 | омъжена (1) за Адолф фон Шаумбург-Липе; † 1916; нямат деца (2) за Александър Зубков; нямат деца                                                                       |
|       | Валдемар   | 10 февруари 1868  | 27 март 1879    | умира от дифтерия на 11 |
|       | София      | 14 юни 1870       | 13 януари 1932  | омъжена за Константин I, крал на Гърция; имат деца |
|       | Маргарета  | 22 април 1872     | 22 януари 1954  | омъжена за Фридрих Карл фон Хесен; имат деца |